# Michelle Renaud
Michelle Renaud Ruesga (Ciudad de México, 9 de septiembre de 1988) es una actriz mexicana.

## Carrera
Renaud debutó cuando era una niña con la telenovela Ángeles sin paraíso. En 2006 trabajó en Rebelde, donde interpretó a Michelle Pineda.
En 2009 participó en la telenovela Camaleones. Otros papeles que ha desarrollado son Llena de amor, Ni contigo ni sin ti e interpretó a Alba Morales en La mujer del Vendaval.
En 2014 hace una participación antagónica en la telenovela El color de la pasión, donde interpretó a Rebeca Murillo (Claudia Ramírez) en su etapa joven. Ese mismo año obtiene su primer protagónico en La sombra del pasado, junto a Pablo Lyle, Alexis Ayala y Alejandra Barros.
En 2015 obtiene un protagónico juvenil en la telenovela Pasión y poder, junto a Fernando Colunga y Jorge Salinas.
En 2018 protagoniza la telenovela Hijas de la luna, junto a Danilo Carrera, Geraldine Galvan, Lorena Graniewicz y Jade Fraser.
En 2019 protagoniza la telenovela La Reina soy yo, acompañados de Lambda García, Mane de la Parra y Polo Morín.
En 2020 protagoniza en Quererlo todo, acompañada nuevamente con Danilo Carrera y ahora con Victor González.
En 2022, protagoniza la telenovela La herencia, acompañada de Matías Novoa, Emmanuel Palomares, Juan Pablo Gil, Mauricio Henao y Daniel Elbittar.

## Filmografía

### Televisión
| Año       | Título                | Personaje                                                   |
| --------- | --------------------- | ----------------------------------------------------------- |
| 1992      | Ángeles sin paraíso   | [ 3 ]                                                       |
| 2004-2006 | Rebelde               | Michelle Pineda                                             |
| 2009      | Camaleones            | Betina Montenegro                                           |
| 2010-2011 | Llena de amor         | Lorena Fonseca                                              |
| 2011      | Ni contigo ni sin ti  | Concepción "Cony" Chamorro                                  |
| 2012-2013 | La mujer del Vendaval | Alba María Morales Aldama                                   |
| 2014      | El color de la pasión | Rebeca Murillo (joven)                                      |
| 2014-2015 | La sombra del pasado  | Aldonza Alcocer Lozada                                      |
| 2015-2016 | Pasión y poder        | Regina Montenegro Pérez                                     |
| 2018      | Hijas de la luna      | Juana Victoria Ramírez Nieto / Juana Victoria Oropeza Nieto |
| 2019      | La reina soy yo       | Yamelí Montoya Vélez / Lari Andrade                         |
| 2020-2021 | Quererlo todo         | Valeria Fernández                                           |
| 2022      | La herencia           | Sara del Monte Portillo / Sara Alamillo Portillo            |
| 2025      | Camino a Arcadia      |                                                             |

### Cine
| Año  | Título                  | Personaje |
| ---- | ----------------------- | --------- |
| 2022 | Doblemente embarazada 2 | Camila    |

### Programas
| Año  | Programa           | Personaje |
| ---- | ------------------ | --------- |
| 2014 | Como dice el dicho | Analú     |
| 2017 | Súper X            | Vicky     |

## Premios y nominaciones

### Premios TVyNovelas
| Año  | Categoría                | Telenovela            | Resultado |
| ---- | ------------------------ | --------------------- | --------- |
| 2014 | Mejor actriz juvenil     | La mujer del Vendaval | Nominada  |
| 2015 | Mejor actriz juvenil     | El color de la pasión | Nominada  |
| 2016 | Mejor actriz protagónica | La sombra del pasado  | Nominada  |
| 2019 | Mejor actriz protagónica | Hijas de la luna      | Nominada  |

### Premios Bravo
| Año  | Categoría                | Telenovela       | Resultado |
| ---- | ------------------------ | ---------------- | --------- |
| 2019 | Mejor actriz protagónica | Hijas de la luna | Ganadora  |